# Le Jardin des dieux
Le Jardin des dieux est un recueil de poèmes d'Edmond Gojon publié en 1920 et ayant reçu la même année le prix Femina.
C'est, avec Gemmes et Moires d'André Corthis, le seul recueil de poésie à avoir reçu le prix Femina au XXe siècle.

## Éditions
- Le Jardin des dieux, Bibliothèque-Charpentier Eugène Fasquelle éditeur, 1920.